# Notatesseraeraptor
Notatesseraeraptor — рід неотероподів, що існував у норійському віці тріасового періоду (близько 209 млн років тому). Є базальним представником гілки, ближчої до Averostra, ніж целофізоїдів. Туди входять також дилофозаврові.
Описано один вид — Notatesseraeraptor frickensis. Рештки відносно повного скелета знайдені на території Швейцарії й описані 2019. Він належав незрілій особині завдовжки приблизно 2,6—3 м.